# One Piece: Unlimited Cruise
One Piece: Unlimited Cruise  (ワンピース: アンリミテッドクルーズ  Wan pîsu: Anrimiteddo Kurūzu?) es un videojuego para la consola Nintendo Wii basada en el manga One Piece y su adaptación de anime. El juego fue lanzado en dos episodios, un primer episodio que fue lanzado en Japón en septiembre del 2008 y en Europa en junio de 2009, que tiene el subtítulo de "El tesoro bajo las olas" (波に揺れる秘宝); y el segundo episodio, que fue lanzado el 26 de febrero de 2009 en Japón y el 18 de septiembre de 2009 en Europa, que tiene el subtítulo de "El despertar de un Héroe" (目覚める勇者).

## Argumento
El videojuego muestra personajes de la serie hasta el arco del archipiélago Sabaody, y cuenta una historia totalmente nueva e inédita. Dicha historia comienza con la banda de Sombrero de Paja intentando salir del Florian Triangle, donde hay una gran tormenta que bloquea el paso de la banda al archipiélago, y del cual consiguen salir usando el Coup de Burst del Thousand Sunny. Tras esto, Luffy es absorbido por un objeto brillante que le propone un "concurso", en el cual le ofrece un tesoro tras pasar una serie de pruebas. Luego, dicho objeto escanea a Luffy y aparece Gabri, un ser que será indispensable para esta nueva aventura de Luffy y su banda. Después, el objeto desaparece soltando 5 semillas de las cuales nacerán cinco islas, una de un tamaño bastante inferior a las otras cuatro pero la cual tiene una mayor importancia en esta historia. 
Durante el trascurso de la historia iremos recorriendo un total de 9 islas (La isla central se mantiene y las otras cuatro variarán en el segundo juego).

## Personajes principales
Todos los personajes principales de obtener nuevos trajes tanto como lo hicieron en Unlimited Adventure. Nuevo traje Cada personaje cuenta con un tema de los animales. El Sunny Mil También se puede explorar, a diferencia de Unlimited Adventure, donde se mantuvo inmóvil en la playa. Desde el diseño de Zoro se reveló que este juego incluye su nueva katana Shuusui. 
Todos los miembros de la tripulación tienen vestuarios basados en animales de temáticas diferentes:
- Monkey D. Luffy: León.
- Roronoa Zoro: Dragón.
- Nami: Pez tropical.
- Usopp: Búho.
- Sanji: Cabra.
- Tony Tony Chopper: Dinosaurio.
- Nico Robin: Mariposa.
- Franky: Rinoceronte.
- Brook: Golondrina.

Además, también se pueden seleccionar las ropas usadas durante la saga de Thriller Bark.

### Otros datos
Brook ahora tiene la capacidad de desplazarse por agua, al igual que en el manganime. Franky puede construir puentes y escaleras (de una manera similar a los puntos donde se utiliza Gabri). Y Usopp solo puede convertirse en Sogeking a través de su ataque C + Sacudida (en el caso en Unlimited Adventure, era un traje alternativo) y puede utilizar el Dial de Impacto. Nami también puede utilizar su Waver. Los movimientos de los personajes principales también se han actualizado desde el juego anterior, así que ahora pueden utilizar movimientos de los últimos capítulos del manga, así como movimientos antiguos que no fueron incluidos en Unlimited Adventure.

## Personajes
One Piece Unlimited Cruise 2 cuenta con un total de 44 personajes secundarios manejables del manganime, 45 si incluimos a Oars (llamado en el juego Oz antes de conocerse su romanización), y un total de 25 personajes secundarios, entre los que se incluyen Gaimon y el Pacifista PX-1.

### Enemigos
Episode 1: Bartholomew Kuma, Enel, Buggy, Kuro, Don Krieg, Nigthmare Luffy, Gecko Moria, Wapol, Aokiji, Spandam, Chopper destrozo, Portgas D. Ace, Marshall D. Teach, Arlong, Calgara.
Episode 2: Eustass Kid, Crocodile, Nefertari Vivi, Smoker, Shanks, Mihawk, Pauly, Rob Rucchi, Rob Rucchi humano, Kaku, Oz (no jugable), Edward Newgate, Donquixote Doflamingo, Bellamy (solo como invocación de Don Quixote), Kizaru, Monkey D. Garp, Mr. 2 Bon Clay.
Doblaje
| Personaje                     | Doblador/a         |
| ----------------------------- | ------------------ |
| Monkey D. Luffy               | Mayumi Tanaka      |
| Nico Robin                    | Yuriko Yamaguchi   |
| Nami                          | Akemi Okamura      |
| Roronoa Zoro                  | Kazuya Nakai       |
| Sanji                         | Hiroaki Hirata     |
| Usopp                         | Kappei Yamaguchi   |
| Tony Tony Chopper             | Ikue Ōtani         |
| Franky                        | Kazuki Yao         |
| Brook                         | Chō                |
| Gabri                         | Rie Kugimiya       |
| Ace                           | Toshio Furukawa    |
| Calgara                       | Hidekatsu Shibata  |
| Aokiji                        | Takehito Koyasu    |
| Luffy Pesadilla               | Mayumi Tanaka      |
| Bartholomew Kuma              | Hideyuki Hori      |
| Buggy                         | Shigeru Chiba      |
| Kuro                          | Kōichi Hashimoto   |
| Don Krieg                     | Fumihiko Tachiki   |
| Arlong                        | Jūrōta Kosugi      |
| Wapol                         | Bin Shimada        |
| Barbanegra                    | Akio Ōtsuka        |
| Eneru                         | Toshiyuki Morikawa |
| Spandam                       | Masaya Onosaka     |
| Guardián maligno              | Daisuke Gōri       |
| Gecko Moria                   | Katsuhisa Hōki     |
| Oars                          | Mayumi Tanaka      |
| Eustass Kid                   | Daisuke Namikawa   |
| Akainu (solo en 3DS)          | Fumihiko Tachiki   |
| Boa Hancock (solo en 3DS)     | Kotono Mitsuishi   |
| Emporio Ivankov (solo en 3DS) | Mitsuo Iwata       |
| Jinbe (solo en 3DS)           | Katsuhisha Hoki    |
| Marco (solo en 3DS)           | Masakazu Morita    |
| Jozu (solo en 3DS)            | Takashi Nagasako   |

### Enemigos menores
Los enemigos del juego se dividen en 5 tipos:
- Marines
- Piratas
- Súbditos de Enel
- Zombies de Thriller Bark
- Creaciones del árbol (originales para este juego)

## Ubicaciones
- Isla Arbolada
- Isla Barranco
- Isla Iceberg
- Isla Cueva

- Isla Desierta
- Isla Recuerdo
- Isla Ciénaga
- Isla Flotante

- Thousand Sunny
- Isla Central

Las 4 primeras islas pertenecen al episodio 1, las 4 siguientes al episodio 2 y las dos últimas son comunes a ambos juegos, sin embargo el Thousand Sunny solo es emplazamiento de lucha al final del segundo juego.

## Información

### Seres de tierra
One piece Unlimited Cruise Episodio 1
- Gaviota: Thousand Sunny
- Ratón de tempestad: Thousand Sunny, Isla Iceberg
- Cola de golondrina invis.: Isla Arbolada
- Marip. cola de golondrina: Isla Arbolada
- Abeja de miel: Isla Barranco
- Rana de árbol: Isla Arbolada
- Avispón médico: Isla Arbolada, Isla Barranco
- Escarabajo rayo: Isla Arbolada
- Pingüino volador: Isla Iceberg
- Escarabajo Hércules: Isla Barranco
- Hércules dorado: Isla Barranco
- Lagartija roca: Isla Barranco
- Sapo mamut: Isla Iceberg
- Topo: Isla Cueva
- Lagartija carámbano: Isla Iceberg
- Escarabajo de hielo: Isla Iceberg
- Mariposa del sueño: Isla Iceberg
- Hércules de fuego: Isla Cueva
- Luciérnaga bombilla: Isla Cueva
- Trilobite farolillo: Isla Cueva

One Piece Unlimited Cruise Episodio 2
- Gaviota: Thousand Sunny
- Ratón de tempestad: Thousand Sunny
- Marip. cola de golondrina: Thousand Sunny
- Avispón médico: Isla Desierta y Isla Recuerdo
- Escarabajo rayo: Isla Flotante
- Escarabajo Hércules: Isla Recuerdo
- Hércules dorado: Isla Recuerdo
- Lagartija roca: Isla Desierta
- Topo: Isla Flotante
- Hércules de fuego: Isla Desierta y Isla Recuerdo
- Caracol transmisor: Thousand Sunny
- Escorpión con pinzas: Isla Desierta
- Crisopo hormiguero: Isla Desierta
- Escarabajo Atlas: Isla Recuerdo
- Fénix Arco Iris: Isla Flotante
- Polilla gigante maligna: Isla Ciénaga
- Mariposa de tibias: Isla Ciénaga
- Rana verrugosa de ojos rojos: Isla Ciénaga
- Luciérnaga espíritu: Isla Ciénaga
- Araña de trueno: Isla Flotante

### Seres de agua
One Piece Unlimited Cruise Episodio 1
- Langosta
- Concha tesoro: Isla Arbolada
- Almeja a rayas: Isla arbolada
- Superestrella de mar: Isla Cueva
- Cangrejo puño: Isla Arbolada
- Pez cola de tenedor: Isla Arbolada
- Medusa sonriente: Thousand Sunny, Isla arbolada
- Pez mariposa oriental:
- Lucio brillante: Thousand Sunny (cualquier distancia)
- Salamandrágora: Isla Barranco
- Barbo globo:Isla arborada
- Pez aventura: Isla Iceberg
- Pez luna de hielo: Isla Iceberg
- Caballero Calavera: Isla Barranco
- Atún elefante
- Tiburón: Thousand Sunny
- Tiburón Panda: Isla 4 zona de pesca
- Rey del mar grande: Thousand Sunny
- Rey del mar extra grande: Thousand Sunny
- Rey mar tortuga gigante: Thousand Sunny

One Piece Unlimited Cruise Episodio 2
- Almeja a rayas: Isla Recuerdo (5-10 m.)
- Cangrejo puño: Isla Recuerdo
- Pez cola de tenedor: Isla Desierta (10-20 m.)
- Medusa sonriente: Thousand Sunny
- Salamandrágora: Isla Desierta
- Barbo globo: Isla Ciénaga (20-30 m)
- Pez luna de hielo: Isla Recuerdo
- Tiburón: Thousand Sunny (40-60 m)
- Estrella de mar con pinchos: Isla Desierta
- Ángel encantador: Isla Flotante e Isla Recuerdo
- Pez del Cielo: Isla Flotante
- Pez manta misil: Isla Recuerdo
- Hidromandrágora: Isla Ciénaga
- Pez del Cielo Gigante: Isla Flotante
- Lagarto aleta: Isla Ciénaga
- Gran terigio: Isla Recuerdo
- Rey del mar grande: Thousand Sunny
- Rey del mar extra grande: Thousand Sunny
- Rey del mar de colores: Thousand Sunny

### Monumentos de piedra
One Piece Unlimited Cruise Episodio 1
- Eternidad: "El árbol alberga los pensamientos de la gente. Nadie sabe cuando se creó, pero fue hace mucho tiempo."
- Lejos, muy lejos: "El árbol nació en un lugar remoto. Dejó la tierra para surcar los mores y no volver jamás." Se encuentra en Isla Arbolada.
- Creación: "Una civilización perdida creó el árbol. Podían convertir los pensamientos en energía." Se encuentra en Isla Arbolada, cerca del punto donde te enfrentas a Moria.
- Esperanza: "Con el temor del declive moral del mundo, usaron esta habilidad para crear un gran árbol."
- Orbes: "Hallaron orbes que daban forma a sus pensamientos y los estudiaron para aprender sus habilidades."
- Recompensa: "El árbol da un regalo apropiado al elegido y le permite usar su poder para ser puro de corazón." Se encuentra en Isla Iceberg, tras una zona cerrada.
- A la deriva: "Muchos participaron en la creación del árbol, pero todos se marcharon y lo dejaron solo."
- Cierta isla: "Uno de los que se marcharon llegó a una isla y continuó investigando por un camino distinto."
- Sello: "El que se quedó selló el árbol e impidió usar sus habilidades. Nadie sabe por qué."
- ??? Se encuentra en Isla Central y sirve además para entrar en el modo Battle Rush.

One Piece Unlimited Cruise Episodio 2

## Curiosidades
Durante el transcurso del Episodio 2, en la escena de introducción previa a la batalla contra Kid, se dice que Kid es un Shichibukai. Esto es falso hoy en día, pero fue debido a que durante la creación del juego, Oda tenía pensamiento de hacer a Kid uno de los Shichibukai, pero cambió de parecer.
Para la edición de N3DS se ha añadido un modo historia con parte de la historia del manganime, basada en la saga de Marine Ford. Debido a esto, se han añadido personajes jugables como Diamond Jozu, Marco, Boa Hancock, Ivankov, Jinbe y Akainu. Además, se ha añadido como segundo especial de Barbablanca la Gura Gura no mi.

## Trivia
Aunque la palabra "Cola" Es hablado claramente, en la versión europea de la escena de apertura, cuando Usopp se activa el canal 0, el texto del subtítulo dice que es" Soda Powered. "La razón de este cambio es desconocida. 
Debido a que aún tenía que luchar en la serie cuando se hizo el juego, Barbablanca lucha con sus tubos unidos en este juego, mientras que en la serie que lucha sin ellos. Lo contrario ocurre con su fruta del diablo.